# Rathaus (Duisburg-Rheinhausen)

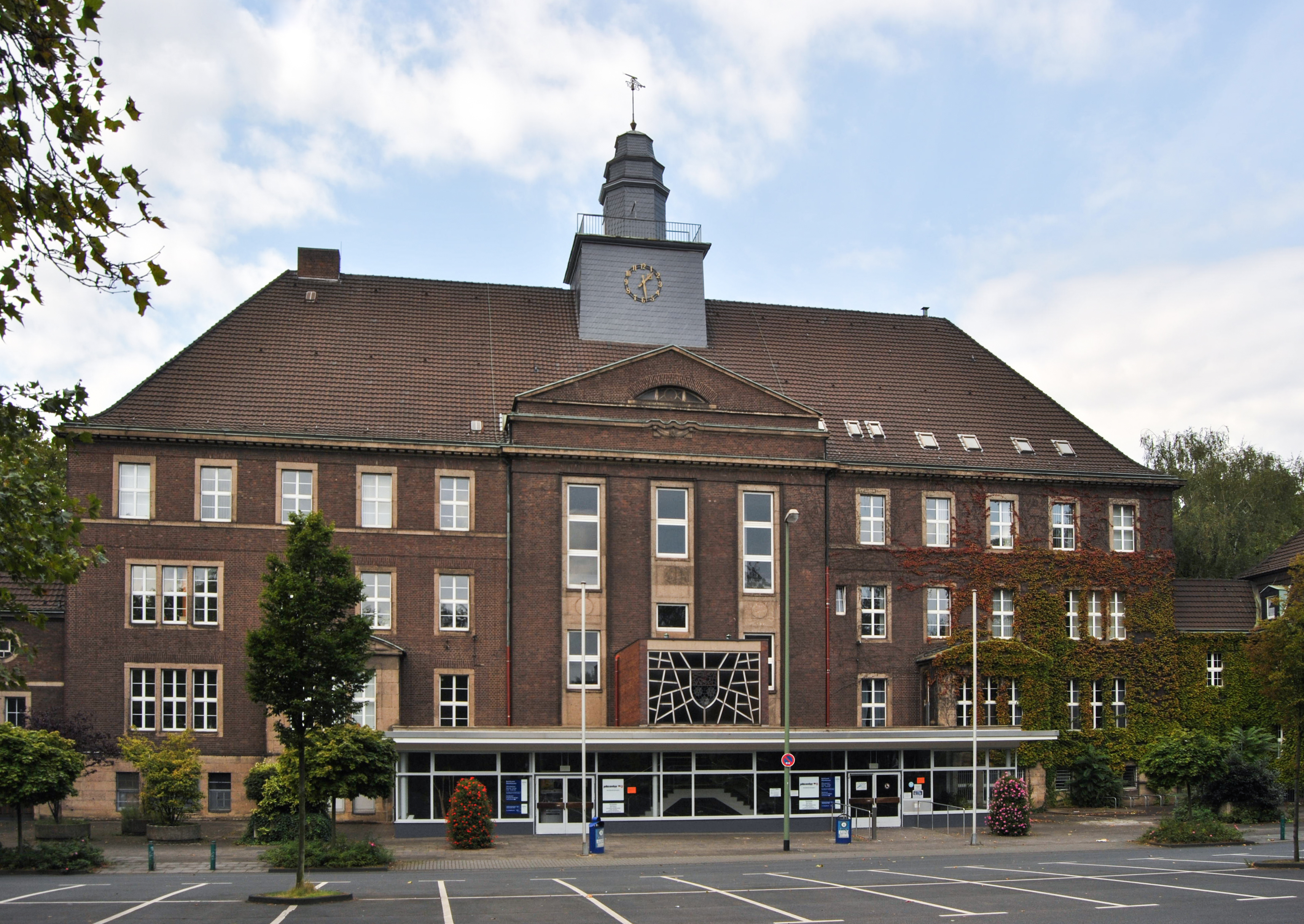
Rathaus Rheinhausen

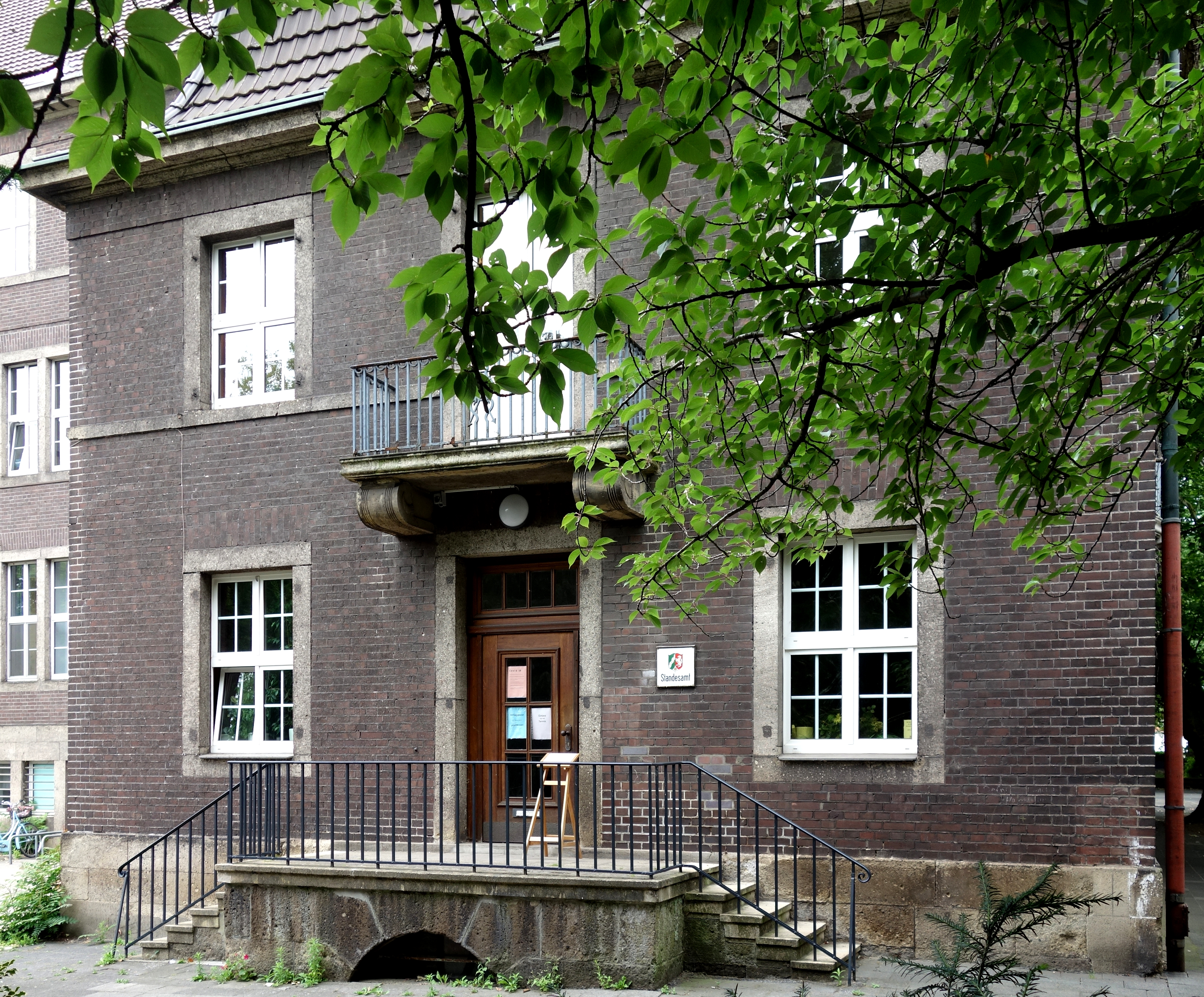
Standesamt (früheres Schulleiterwohnhaus)

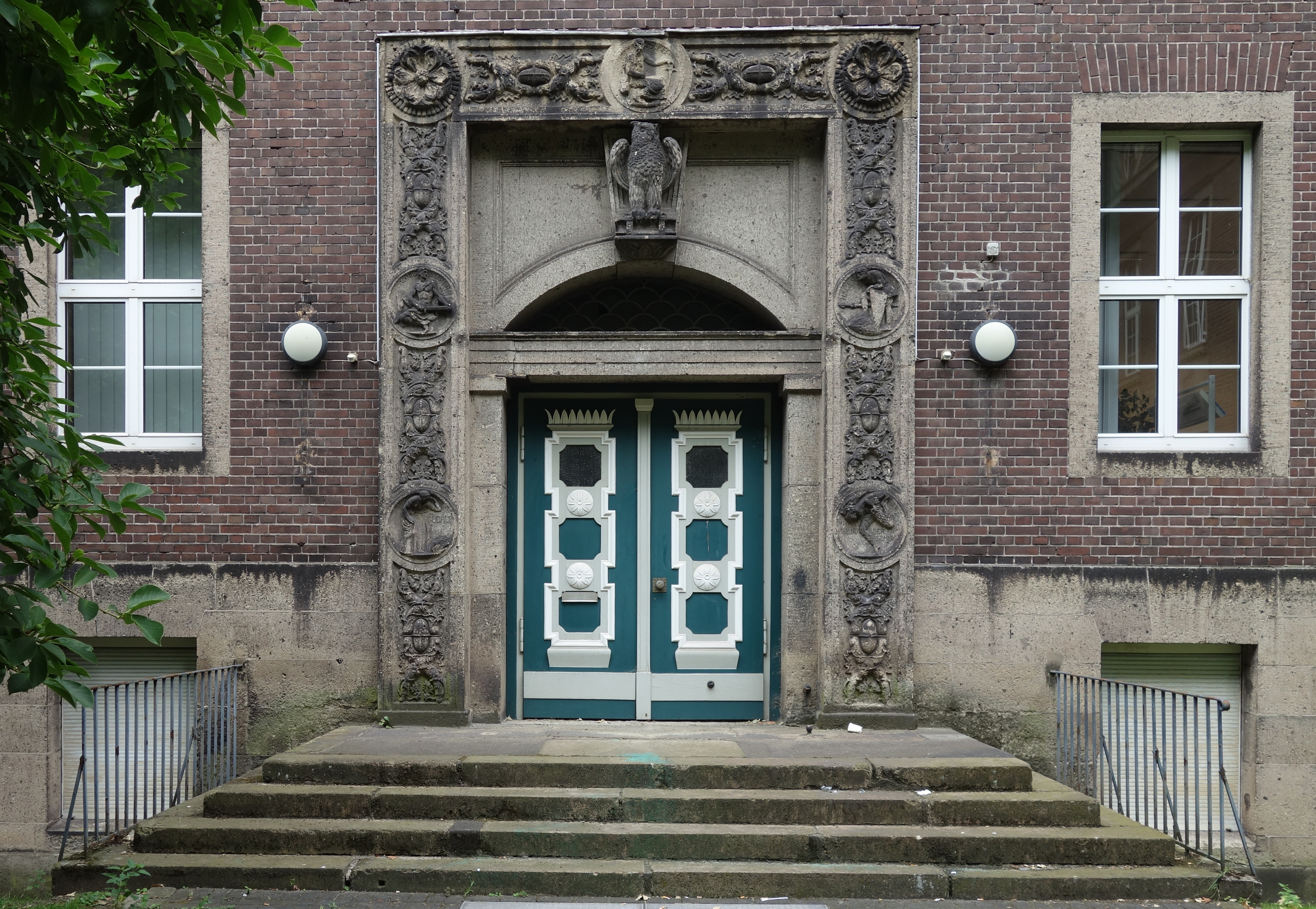
Ehemaliger Haupteingang an der Westseite

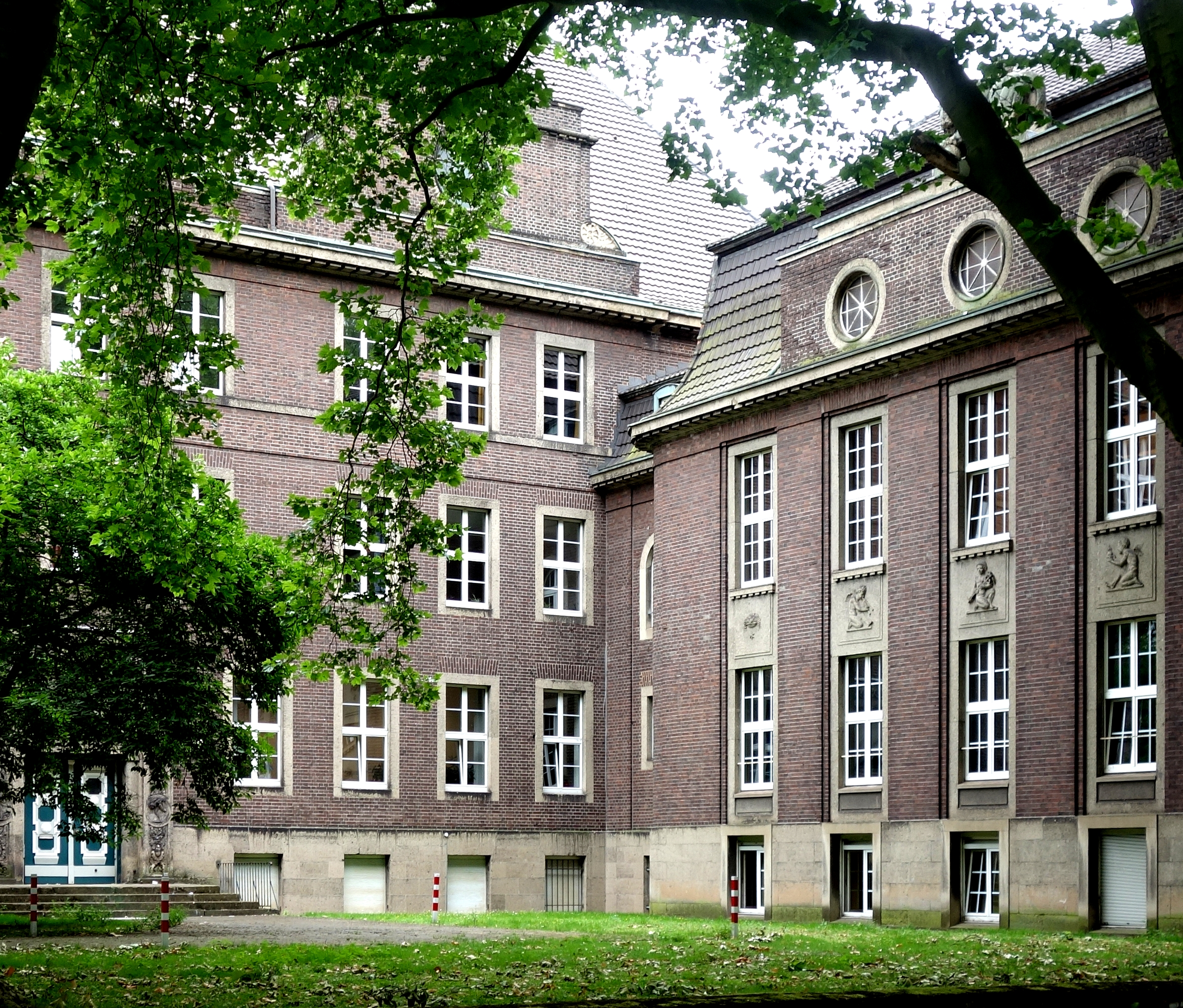
Ehemalige Haupteingangsseite mit Aulaflügel

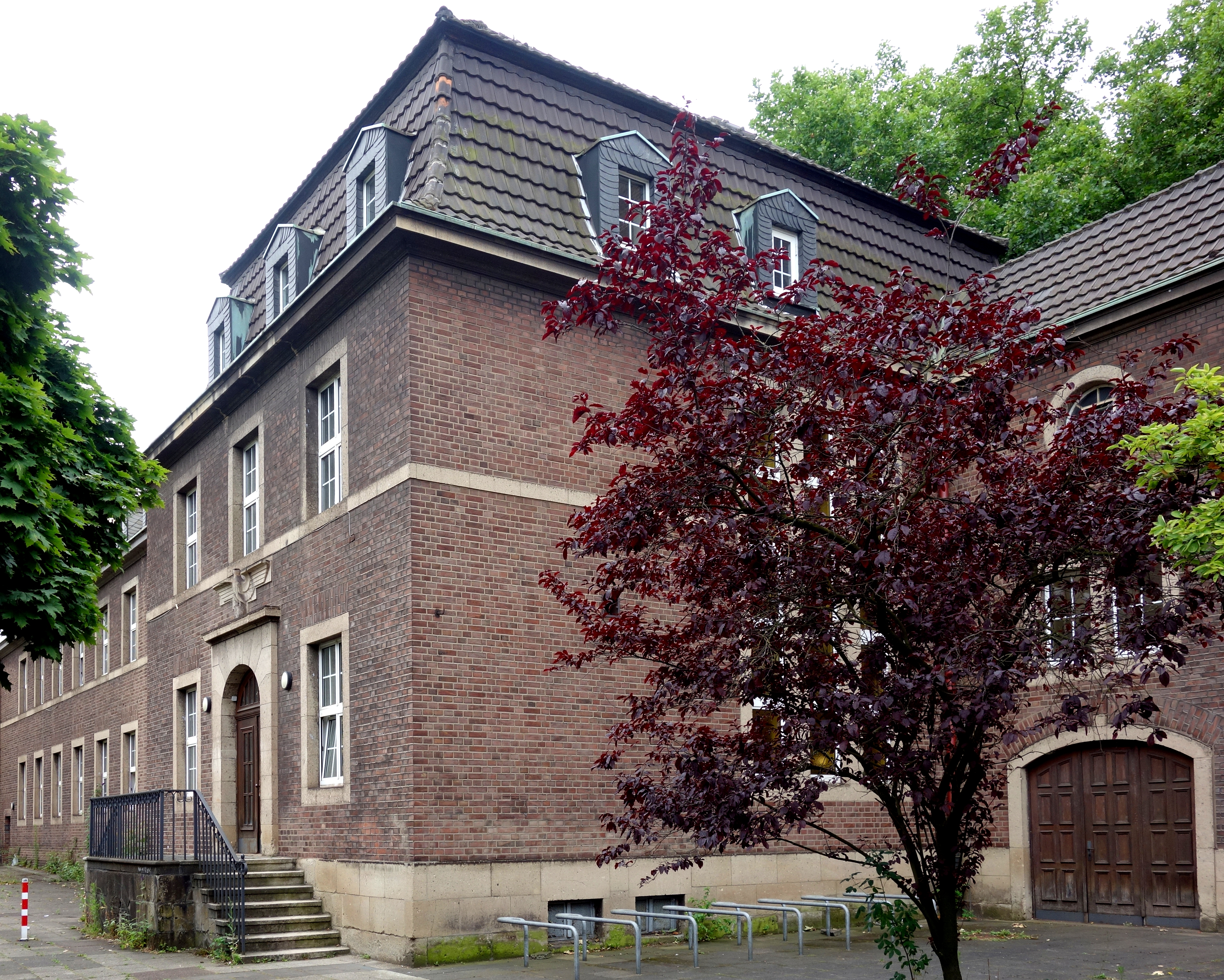
Süderweiterung von 1939

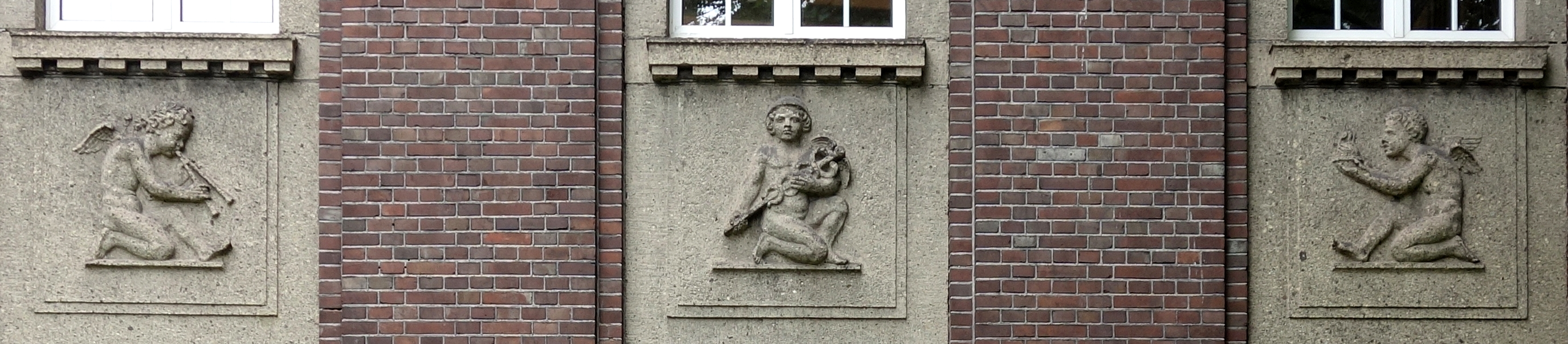
Gesimse und Reliefs mit bildlichen Darstellungen an der Nordfassade des früheren Aulaflügels

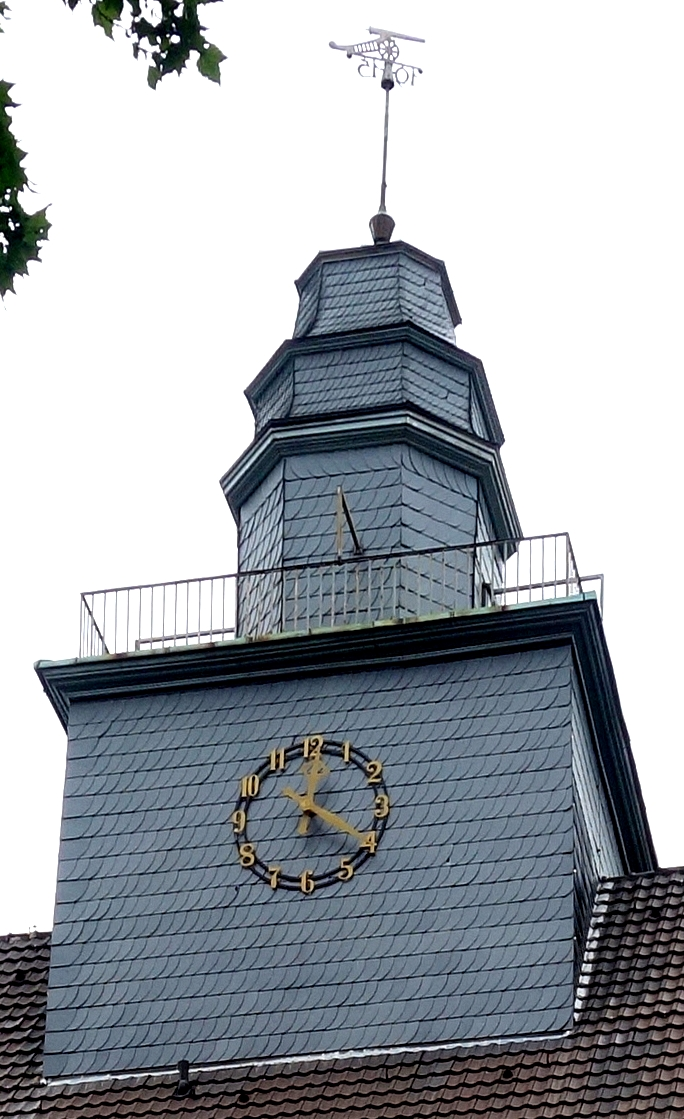
Die Wetterfahne auf dem Rathausturm zeigt eine nach Westen auf den damaligen Erbfeind Frankreich ausgerichtete Kanone.

Das denkmalgeschützte Rathaus Rheinhausen im Bezirk Rheinhausen der kreisfreien Stadt Duisburg in Nordrhein-Westfalen ist Sitz der örtlichen Bezirksvertretung, des Standesamtes und des Bürgerservices.

## Geschichte
Das heutige Bezirksrathaus Rheinhausen am Körnerplatz wurde zwischen 1915 und 1918 erbaut. Ursprünglich war es ein Schulgebäude mit angegliedertem Direktorenwohnhaus. Da die Einwohnerzahl Rheinhausens sehr schnell wuchs, was vor allem auf den gestiegenen Arbeitskräftebedarf der Friedrich-Alfred-Hütte zurückzuführen war, erwies sich der Bau einer höheren Schule als dringend erforderlich, insbesondere auch, um der Belegschaft des Hüttenwerks eine schulische Grundbildung zu ermöglichen. Laut Satzung von 1913 beteiligte sich die Firma Krupp deshalb auch zu einem Drittel an den laufenden Kosten der Schule. Auch auf die Architektur der Schule und die Wahl des Düsseldorfer Architekten Hans Tietmann soll Krupp einen maßgeblichen Einfluss gehabt haben.
Zum Schuljahr 1916/17 bezogen eine Realschule für Jungen und eine Höhere Mädchenschule das neue Gebäude. 1924 wurde die Realschule für Jungen zur Oberrealschule mit Abitur erweitert und zog wegen Platzmangels in einen zusätzlichen Neubau an der Schwarzenbergstraße um. Die seit 1928 als Lyzeum anerkannte Mädchenschule blieb bis 1932 im Gebäude am Körnerplatz, zog dann aber ebenfalls in den Bau an der Schwarzenbergstraße, da angesichts sinkender Schülerinnenzahlen infolge der Weltwirtschaftskrise das Gebäude für das Lyzeum zu groß und deshalb zu kostspielig geworden war.
Am 1. September 1923 wurden im Zuge der französischen Besatzung der linksrheinischen Gebiete die Dörfer Bliersheim, Friemersheim und Hochemmerich zur Bürgermeisterei Rheinhausen vereinigt, einschließlich der Hüttenwerke Krupp mit der zugehörigen Margarethensiedlung. Somit entwickelte sich Rheinhausen zu einer selbstständigen Stadt. Das frei gewordene Schulgebäude am Körnerplatz eignete sich für eine Umnutzung als Rathaus. Am 28. Oktober 1935 wurde der Bauantrag zur Nutzung aller Schulräume als Büros der Kommunalverwaltung gestellt. Das Erdgeschoss des ehemaligen Direktorenwohnhauses wurde zum Standesamt mit Trauzimmer umfunktioniert. 1939 erfolgte eine Süderweiterung um ein zweigeschossiges Gebäude für die Polizeidienststelle.
Der gesamte Gebäudekomplex blieb von Zerstörungen im Zweiten Weltkrieg verschont. Die weitere Umgestaltung in der Nachkriegszeit vollzog sich in mehreren Etappen:
- 1952: Unterteilung der ehemaligen Turnhalle in zwei Büroetagen durch Einbau einer Zwischendecke
- 1954: Umbau der Aula zum Sitzungssaal
- 1969: Einrichtung der Rathauskantine in den Kellerräumen und Einbau eines Aufzugs
- 1970: Verglaste Vorhalle auf der Ostseite als neuer Haupteingang
- 2006: Denkmalgerechte Innensanierung unter Berücksichtigung der Barrierefreiheit und des Brandschutzes

## Architektur
Der Hauptbau ist dreigeschossig und bildet eine symmetrische Anlage mit einem hohen Walmdach. Südlich schließt sich der ursprüngliche Aulaflügel an. Die Wandflächen sind mit dunkelrotem Klinker versehen. Sockel, Erker, Fenster- und Türrahmungen und das bandartige Gesims um das zweite Obergeschoss bestehen aus hellem Tuffstein. Zu den äußeren Gestaltungsmerkmalen gehören verschiedene Reliefs mit bildlichen Darstellungen sowie Skulpturen und bekrönende Vasen. Im Dachbereich des Hauptflügels befinden sich westlich zwei geschweifte Ziergiebel mit Rundfenstern. Auf einem quadratischen Uhrturm mit umlaufender Galerie und Laternenaufsatz ist eine Wetterfahne mit einer Kanone und der Jahreszahl 1915 zu sehen. Nördlich des Hauptgebäudes schließt sich das zweigeschossige ehemalige Schulleiterhaus mit Mansarddach an. Dieser Trakt beherbergt heute das Standesamt.

## Innenausstattung
In den Mittelfluren ist die ursprüngliche Gliederung mit Mauerpfeilern, die mit Kämpfersteinen abschließen, erhalten geblieben, ebenso ein Wandbrunnen im zweiten Obergeschoss. Im Hauptgeschoss bietet das Zimmer des Bezirksvorstehers, damals Schuldirektorenzimmer, sein unverändertes Erscheinungsbild mit Deckenkehle, Wandpfeilern, Holzvertäfelung und Wandschränken. Über dem Sitzungssaal befindet sich das Attikageschoss, das schon in der ersten Baubeschreibung für Sammlungen vorgesehen war und viele Jahre als Ausstellungsraum für den Keramiker Josef Hehl diente. Einige seiner Werke sind im Treppenhaus des ersten Obergeschosses ausgestellt.

## Denkmalschutz
Das Rathaus in Duisburg-Rheinhausen wurde am 23. Mai 2006 unter der Nummer 540 in die Liste der Baudenkmäler in Duisburg-Rheinhausen eingetragen.